# Snobben
Snobben (engelska: Peanuts) är en amerikansk dagspresserie skapad av Charles M. Schulz och publicerad för första gången den 2 oktober 1950. Serien är en av världens mest lästa och uppskattade serier och har genom åren publicerats i mer än 2 600 tidningar i 75 länder världen över.
Serien lades ner den 13 februari 2000, då Schulz redan vid slutet av 1970-talet lyckats få igenom en överenskommelse med seriesyndikatet United Features att ingen skulle ta över som tecknare efter hans död. Trots detta kan Snobben fortfarande läsas dagligen i ett stort antal tidningar, då många valt att fortsätta med repriser av serien.
Snobben är även namnet på den beagle som är en av seriens huvudfigurer. På engelska heter själva figuren "Snoopy", medan serien heter Peanuts.

## Historik

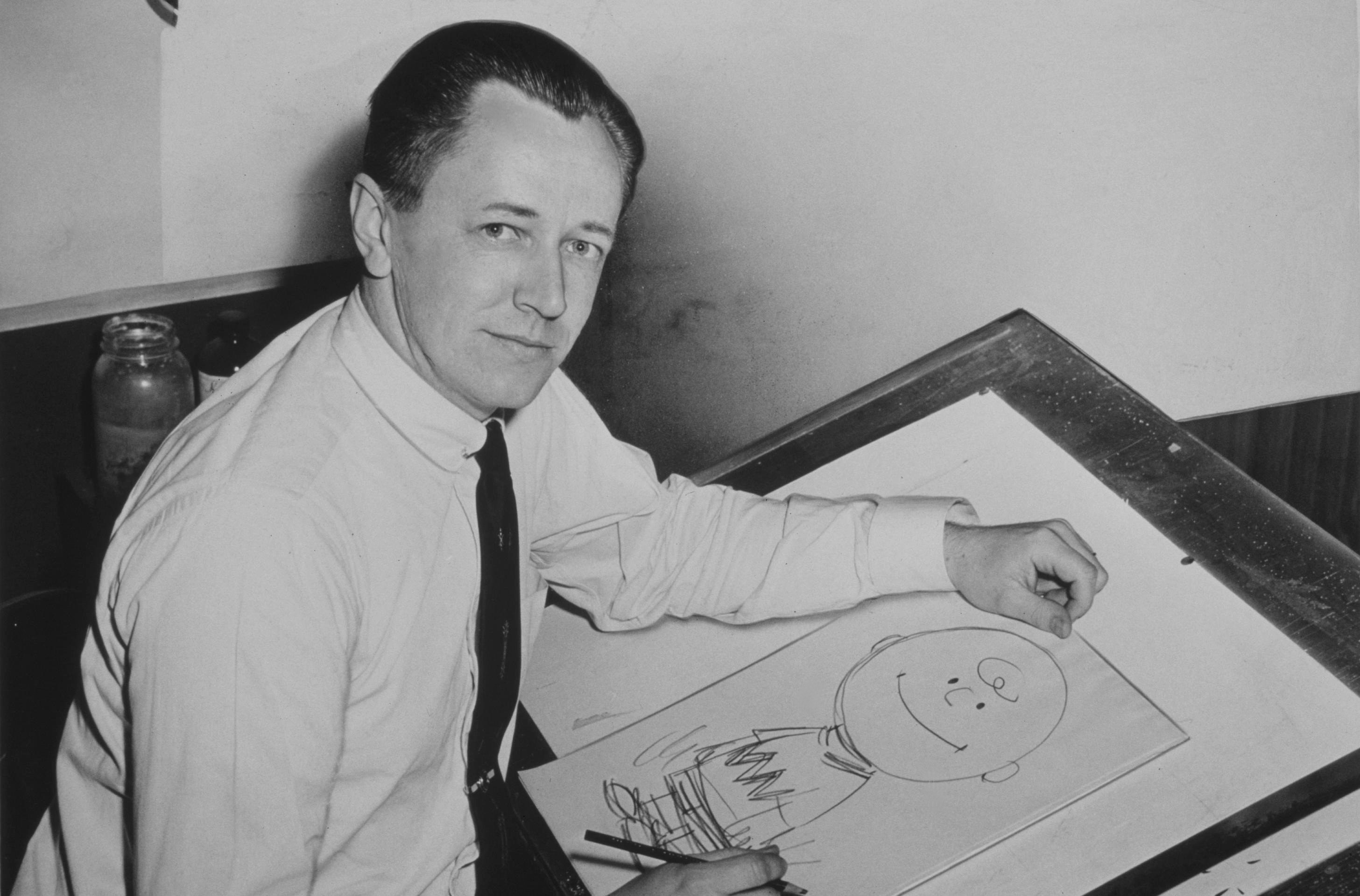
Charles M. Schulz tecknar Karl år 1956.

### Bakgrund, tidiga år
Seriens ursprung kan spåras tillbaka till Schulz skämtteckningar om barn som 1947–49 regelbundet publicerades i tidningen St. Paul Pioneer Press under namnet Li'l Folks, men när Schulz fick kontrakt med syndikatet United Features omarbetades den till en dagspresserie samtidigt som titeln på syndikatets begäran ändrades till Peanuts (efter det populära barnprogrammet Howdy Doody Show, där sektionen med barnpublik kallades "Peanut Gallery"). Schulz hade föreslagit att serien skulle bära namnet Good Ol' Charlie Brown.
Serien blev inte alls någon omedelbar succé och riskerade i början till och med att läggas ner. Kanske var det ett problem att den inte hade någon egentlig huvudperson (ett arv från dess tid som skämtteckning), och många av de tidiga skämten byggde mest på att figurerna var skrattretande små i en värld i vuxenstorlek. Trots sin blygsamma början var Peanuts en av de första dagspresserierna att ges ut i bokform: det sägs att en förläggare på förlaget Holt, Rhinehart & Winston var förtjust i serien att man där publicerade en första samlingsvolym redan 1952. Under hela 1950-talet utkom bara ytterligare två Peanuts-titlar, men idén att regelbundet ge ut dagspresserier också i bokform kom därefter att få många efterföljare.
Med tiden utvecklade Schulz sin serie så att huvudfigurerna fick levande och väl avrundade personligheter, samtidigt som den lilla beaglen Snoopy fick en alltmer central position. Han fick tidigt tankeförmåga. 1958 reste han sig för första gången på bakbenen, och i samband med detta började han snart utveckla det rika fantasiliv som bidrog till seriens enorma genomslag på 1960-talet. I och med att Snoopy tilläts iklä sig olika "roller" som flygaräss, författare, snabbköpskassör eller hockeyproffs fanns nu en obegränsad möjlighet till situationer och miljöer för nya skämt.

### Senare framgångar
Serien blev under 1960- och 1970-talen enormt stor i kommersiella mått mätt. Den såldes till så många dagstidningar att den konkurrerade om titeln som "världens mest lästa serie", och avsatte dessutom en mängd licensprodukter. De första tecknade Snobben-filmerna producerades redan 1957, just i samband med en reklamkampanj för bilen Ford Falcon. Ansvarig för dessa filmer var animatören Bill Meléndez, som sedan också kom att leda arbetet när tecknade TV-filmer med Snobben började produceras några år senare. A Charlie Brown Christmas, den första TV-filmen från 1965, är än idag en jultradition på amerikansk TV, och närmare 80 halvtimmeslånga filmer och fem tecknade långfilmer har sedan dess producerats i samma stil. Den femte långfilmen, Snobben: The Peanuts Movie, i 3D-format, hade premiär 2015.
Samtidigt kom serien att också stå sig ovanligt väl i "finkulturella" och intellektuella sammanhang. Umberto Eco skrev ett beundrande förord till den första samlingsvolymen i Italien (1963) och argumenterade för att Schulz var en "poet" så god som någon. I Sverige skrev Åke Runnquist om serien i Bonniers Litterära Magasin 1964 och tog med Schulz i sin presentation av "Moderna utländska författare" 1965 (där Schulz och Jules Feiffer är de enda serietecknarna). Teologen Robert Short lanserade samma år sin första, mycket uppmärksammade kristna uttolkning av serien, i boken Snobben eller Ett sätt att möta livets bedrövelse (The Gospel According to Peanuts).

### Nedläggning
Schulz drog sig av hälsoskäl tillbaka från serietecknandet i december 1999 och avled den 12 februari 2000, bara några timmar innan den allra sista söndagssidan med Snobben publicerades i dagstidningarna. Redan 1979 hade syndikatet kommit överens med Schulz om att serien skulle betraktas som upphovsmannens skapelse och egendom, och alltså inte kunna fortsättas av någon annan tecknare efter Schulz död.
Ett stort antal tidningar har dock valt att fortsätta med repriser av serien. Dessa serietrippar är antingen från cirka 1995 och framåt eller från 1975 och framåt.

## Sverige
Till Sverige kom serien så tidigt som 1954, då söndagssidan dök upp som utfyllnadsserie i tidningen Blondie under titeln Vårat gäng. Det var dock Veckorevyns redaktör Mikael Katz som gav serien och dess figurer de svenska namn som skulle bli populära: Snobben, Karl, Gullan, Leonard med flera.
Dagsstrippen började i kvällstidningen Expressen den 6 juli 1959, översättaren Olle Petrini övertog då figurernas svenska namn från Veckorevyn, men själva serien kom av någon anledning att under mer än sex år bära namnet Jätten.

## Persongalleri
- Snobben (Snoopy) – Vit beagle och en vital mångsysslare. Kallar sig även för "flygarässet från första världskriget" och "Joe Cool". Ligger vanligtvis på taket till sin hundkoja, däremot är han sällan inne i kojan, då han ser den som ett gästrum. Vill gärna känna sig som oberoende av sin husse Karl, till dennes sorg.
- Karl (Charlie Brown) – Även kallad "Lille Karl", neurotisk pojke med runt, kalt huvud. Misslyckad ledare för ett basebollag som alltid förlorar och besatt av tanken på att ingen tycker om honom. Olyckligt kär i en liten rödhårig flicka som han inte vågar tilltala. Denna rollfigur har dock endast visats en enda gång i serien, och då bara som siluett. Husse till Snobben, som han har för sig att han fick av sina föräldrar när han var liten och besökte en kennel dagen efter att ett barn hällt en hink med sand över honom i sandlådan.[2]
- Linus (Linus van Pelt) – Filosofisk pojke, alltid med sin älskade snuttefilt vid sin sida, och ofta med en tumme i munnen. Väntar förgäves varje år på att "Den stora pumpan" ska komma vid Halloween. Dök upp 1952. Karls bäste (och ende) vän.
- Gullan (Lucy van Pelt) – Svarthårig, dominant och ganska så elak flicka.[3] Obesvarat kär i Leonard. Storasyster till Linus och Reprisen. Uppträder ibland som psykiater som ska försöka lösa Karls problem, trots att hon själv orsakat många av dem. Dök upp 1952.
- Leonard (Schroeder) – Ljushårig pojke som dyrkar Beethoven och ständigt spelar Beethovens och andra klassiska kompositörers musik på sitt leksakspiano. Dök upp 1951. Likgiltig för Gullan, även om han är medveten om att hon gillar honom.
- Sally (Sally Brown) – Enerverande lillasyster till Karl och obesvarat kär i Linus. Dök upp 1959.
- Woodstock – Gul liten fågel som ofta umgås med Snobben och som har ett oräkneligt antal släktingar. Flyger ofta uppochner. Dök upp 1967 men namngavs först 1970. När han pratar så visas hans repliker endast som små streck, men i och med Snobbens reaktioner så får man ändå veta vad han säger.
- Lortis (Pig-Pen) – En ständigt smutsig unge som alltid har smuts och damm efter sig vart han än går. Vid vissa tillfällen har han tvättats, men blir ändå smutsig snabbt. Hans kärlek till lerpölen är lika stor som ändernas kärlek till dammen. När någon klagade på att han var lortig svarade han att hans tanke var ren. Dök upp 1954.
- Reprisen (Rerun) – Lillebror till Gullan och Linus. Mycket lik Linus men har oftast hängselbyxor på sig. Reprisens största skräck är att sitta bakom sin mamma på cykeln, något han ändå ofta blir tvungen att göra. Dök upp i serien 1972.
- Franklin – En pojke som kom med i serien 1968 som upphittaren av Karls badboll.
- Peppiga Pia[3] (Peppermint Patty, egentligen Patricia Reichardt, som någon enstaka gång även använts på svenska) – Idrottsintresserad pojkflicka, duktig basebollspelare, men får alltid dåliga betyg i skolan. Olyckligt kär i Karl, som hon kallar för "Kalleponken" (på engelska: Chuck). Bästa kompis med den något yngre Maja. Dök upp 1966. Det dröjde länge innan Peppiga Pia förstod att Snobben var en hund. Hon envisades istället med att kalla honom för "den där konstige killen med den stora näsan".
- Maja (Marcie, ibland Maria eller Marie på svenska) – Glasögonprydd tjej som hänger ihop med Peppiga Pia och alltid kallar henne "Sir" (oftast översatt som Magistern eller inte alls, i filmen Snobben: The Peanuts Movie dock Herrn). Dök upp 1968.
- Herman (Shermy) – En något grinig pojke, som medverkade under de första åren. Försvann ur serien 1969.
- Bettan (Patty) – Var med från första början och då den enda flickan i serien. Nära vän med Viola. Försvann ur serien 1997.
- Viola (Violet) – Nära vän med Bettan och sedan Gullan. Något märkvärdig och snobbig av sig. Har hästsvans. Dök upp 1951, försvann ur serien 1997.
- Frida (Frieda) – Flicka med självlockigt hår, vilket hon är mycket stolt över. Äger katten Måns/Fjalar (på engelska: Faron), som hon ibland kan ses bära omkring på. Dök upp 1961, försvann ur serien 1985.
- Den lilla rödhåriga tjejen – En flicka som Karl är kär i, men som han inte vågar tilltala. Omtalades första gången 1961. Syntes en enda gång i serien, och då endast i silhuett, men har medverkat i bild i ett par Snobben-filmer, där hon också fick namnet Heather (i svensk textning Hedvig eller Hedda), eftersom Schultz i en intervju sagt att det var det namnet han tänkte på henne med.
- Roy – Nära vän med Peppiga Pia. Dök upp 1965 då han blev kompis med Karl på ett sommarkollo. Försvann ur serien 1984.
- Serva Surf (Molly Volley) – En argsint, något rundnätt flicka som var Snobbens tennispartner, men som inte tålde att förlora. Medverkade i serien 1977–1990.
- Eudora – En ibland ganska så flummig flicka som Sally träffade på ett sommarläger och sedan flyttade in i samma kvarter. Medverkade i serien 1978–1987. Bär oftast mössa och jeans.
- Lydia (eller vad hon nu behagar kalla sig för ögonblicket) – En flicka i Linus klass, som ursprungligen hade för vana att byta namn en gång om dagen. Linus har blandade känslor för henne, han fascineras av henne samtidigt som hennes nycker kan driva honom till vansinne. Dök upp 1986 och kom tillbaka lite då och då under ett tiotal år.
- Lisa (Peggy Jean, ibland även på svenska) – Karls flickvän under seriens sista tid. Dök upp 1990.
- 555 "5" 95472 – Spelare i Karls baseball-lag. Dök upp 1963 och försvann ur serien 1983. Har tvillingsystrar som kallas "3" och "4".
- Belle – Snobbens syster. Har en röd rosett på huvudet. Dök upp 1976.
- Spike (ibland också Robban eller Ludde på svenska) – Snobbens bror som skulle vara likadan som Snobben om det inte vore för Spikes mexikanska mustasch och hatt samt att han är betydligt magrare. Dök upp 1977. Bor ensam i öknen, där hans närmaste umgänge är en kaktus.
- Olaf – Snobbens bror. Är mycket tjock och bär en keps. Dök upp 1989, då han blivit tillfrågad ifall han ville vara med i en "Ful-Hund-Tävling". Hade i början en stor papperspåse över sig, och vann sedan tävlingen.
- Andy – Snobbens bror. Ser ut som Snobben men är lurvig. Bor tillsammans med Olaf. Dök upp 1994.
- Karla (Charlotte Braun) – Karls kvinnliga motpart i tio strippar 1954–1955. Talade alltid för högt.
- Andra mindre förekommande karaktärer är Pumpagubben, Drakätarträdet, Skolan, Den röde baronen, Spikes Kaktus och Linus filt.

Föräldrar, lärare och andra vuxna syns aldrig i bild i serien. Vid mycket sällsynta tillfällen kan det dock visa sig att en pratbubbla med en replik från någon som inte syns i bild visar sig komma från en vuxen.

## Snobben i kulturen
Anropssignalerna för kommandomodulen respektive månlandaren för Apollo 10-färden var Charlie Brown (Karl) och Snoopy (Snobben).